# المسرح المصري (بويسي، أيداهو)
المسرح المصري هو مكان للمسرح والحفلات الموسيقية في غرب الولايات المتحدة، ويقع في بويسي، أيداهو. وقد عُرف أيضًا باسم مسرح أدا (بويسي هي مقر مقاطعة أدا). تم افتتاحه قبل 95 عامًا في عام 1927، وهو أقدم مسرح في المدينة. عند افتتاحه، كتبت الصحافة المحلية أنه «يجسد السمات المميزة لأرض النيل، من الأهرامات المقطوعة التي تشكل الأبراج الكبيرة، إلى أعمدة براعم اللوتس بلوحاتها الجدارية المزخرفة». تستند أعمدة اللوتس العظيمة التي تحيط بالشاشة على أعمدة الكرنك. تم تجديد المسرح من قبل استوديوهات كونراد شميت.

## تاريخ
تم تصميم المسرح المصري من قبل فريدريك سي هاميل من شركة الهندسة المعمارية تورتلوت وهامل.
الهندسة المعمارية للمسرح من طراز إحياء العمارة المصرية، مستوحاة من مقبرة الملك توت عنخ آمون المكتشفة حديثًا. بمرور الوقت، خضع الهيكل لتغييرات مختلفة. في عام 1999، أعيد تشكيله مرة أخرى بعد المبنى الأصلي.
تم إدراجه في السجل الوطني للأماكن التاريخية في عام 1974.
المسرح ذو أهمية معمارية كواحد من المسارح القليلة الباقية من عصر السينما وقصر السينما الكبرى في بويسي.
تم استضافة جميع العروض الأولى لفيلم هوية بورن وسيادة بورن وإنذار بورن في المسرح المصري.
استأجر الممثل آرون بول المسرح المصري في وسط مدينة بويسي لبث الحلقة الرابعة عشر من مسلسل
بريكنغ باد.
المسرح المصري هو موطن لعروض أوبرا أيداهو.